# Ескишехир
Ескишехир (тур. Eskişehir) (дословно преведено Стариград, такође Долинеон (грч. Δορύλαιον) је град на западу центалне Турске у вилајету Ескишехир. Према процени из 2009. у граду је живело 618.184 становника.
Са својих 482 793 становника у ужем центру (706 009 Провинција Eskişehir) је једанаести град по величини у Турској, и велики индустријски центар западне Анадолије.
Према податцима Турског статистичког института за 2011. метрополитански Ескишехир имао је 648.396 становника.

## Историја
Ескишехир лежи у близини археолошких остатака античког фригијског града Дорyлаеума(латински: Dorylaeum; старогрчки: Δορύλαιον, Dorýlaion), чији се бројни артефакти данас чувају у локалном археолошком музеју.
Ескишехир је вероvатно израстао за време Византијског царства из групе насеља око термалних извора. Код тог насеља догодила се велика Битка код Дорилеја, у којој су крсташи победили Турке Селџуке - 1097. Османлије су завладали тим крајем 13. векa, за време њихове власти насеље је остало мало и безначајно.
Прави развој данашњег Ескишехир одпочео је доласком железнице 1894. кад је у граду отпочела производња опреме за даљу изградњу пруге према Багдаду. Тад је почео и велики прилив бројних турских избеглица ( Кримски Татари) који се наставио и у првој половини 20. века, кад су стале пристизати избеглице са Балкана из бивших османских земаља Бугарске, Румуније, Босне и Санџака Град је претрпео велика разарања за време Грчко-турског рата 1919-1922 - тако да је упркос свом имену Стари град, он заправо Нови град, јер је након тог наново подигнут.
Војни аеродром у Ескишехиру је за време хладног рата био седиште врховног штаба турске авијације.

## Знаменитости
Најпознатији споменик тог новог града је Палата градске скупштине Тепебаşı и џамија Курşунлу из 13. вијека.
Најпознатија атракција града лежи у околини, то су остаци града Дорyлаеума. Град има бројне термалне изворе по којима је познат широм Турске.

## Географске карактеристике
Ескишехир лежи уз обале реке Порсук притоке реке Сакарyа, удаљен око 200 км западно од Анкаре и око 350 км источно од Истанбула. Град је подељен на два дела, у низини уз реку лежи трговачки и индустријски део града - Одунпазарı, а на брдашцу резиденцијални део града - Тепебаşı.

## Климатске карактеристике
Ескишехир има Полупустињску климу са врућим летима и оштрим хладним зимама. На Ескишехир просечно падне на годину око 359.9 мм пададавина.

## Privreda
Ескишехир је један од водећих индустријских центара Турске, у ком се производи шећер, текстил, цигла, цемент, хемикалије, локомотиве, вагони, железничке пруге, камиони и пољопривредна опрема. Град је познат по производњи и обради лако обрадивог камена сепиолита и по фабрици авионских мотора. У граду ради и познати Истаживачки центар за памук. <реф наме=брит/>
Ескишехир је велико железничко чвориште у ком се рачвају линије Истанбул-Анкара и Истанбул-Багдад.

## Образовање
Ескиşехир је велики универзитетски центар, у ком раде два универзитета; старији и већи Универзитет Анадолија основан 1958. sа 22.622 студента и новији Универзитет Ескишехир Османгази основан 1970. на ком студира 19.121 студент.

## Градови пријатељи
| - Јужна Кореја, Пају - Русија, Казањ - Кина, Чангџоу - Украјина, Симферопол | - Немачка, Берлин - Молдавија, Кишињев - SAD, Патерсон - Аустрија, Линз |

## Становништво
Према процени, у граду је 2009. живело 618.184 становника.
| 1990.   | 2000.   |
| ------- | ------- |
| 413.082 | 482.793 |

## Познате личности
- Џунејт Аркин